# Tipo 94 Te-Ke
La Tipo 94 Te-Ke  (九四式軽装甲車; Kyūyon-shiki keisōkōsha, en japonés), siendo Te-Ke la abreviación de "Tokushu Keninsha" (tractor especial en japonés), fue una tanqueta empleada por el Ejército Imperial Japonés en la segunda guerra sino-japonesa, en Nomonhan contra la Unión Soviética y la Segunda Guerra Mundial. Aunque las tanquetas eran frecuentemente empleadas como transportadores de municiones y en general para ofrecer apoyo a la infantería, fueron diseñadas para reconocimiento y no para combate. La ligera Tipo 94 demostró su efectividad en Manchuria y China, ya que para hacerles frente el Ejército Nacional Revolucionario de la República de China solo tenía tres batallones de tanques, los cuales estaban formados por algunas tanquetas británicas y L3/33 italianas. Al igual que casi todas las tanquetas construidas en las décadas de 1920 y 1930, tenía un delgado blindaje que podía ser atravesado por disparos de ametralladora pesada (12,7 mm) a una distancia de 549 metros.

## Historia y desarrollo
Después de la Primera Guerra Mundial, varios países europeos trataron de mecanizar sus unidades de caballería. Al conocerse esta tendencia europea, la caballería japonesa también empezó a experimentar con una amplia variedad de automóviles blindados con un éxito limitado. Los automóviles blindados sobre ruedas no eran aptos para la mayor parte de las operaciones en el estado títere de Manchukuo, debido al pésimo estado de los caminos y a las severas condiciones climáticas durante el invierno.
Desde los inicios de la década de 1920, la Escuela de Caballería del Ejército Imperial Japonés con base en Chiba probó diversos tanques ligeros europeos, entre los cuales figuraron seis tanquetas Carden-Loyd Mk.VIb  y varios Renault FT-17, para finalmente, tomarse en 1929 la decisión de desarrollar un vehículo basado principalmente en el diseño Carden Loyd para subsanar las deficiencias de los automóviles blindados sobre ruedas.
Este intento inicial dio como resultado la tanqueta Tipo 92 Jyu-Sokosha para la caballería. Sin embargo, los comandantes japoneses de infantería pensaron que un vehículo similar sería útil para apoyo, transporte, reconocimiento y enlace entre las divisiones de infantería, además de poder ser empleado como una "compañía volante" para proveer poder de fuego adicional y apoyo cercano durante las operaciones de infantería.
En la década de 1930, hubo en Europa una tendencia al desarrollo de tanquetas, iniciada por la tanqueta británica Carden-Loyd Mk VI. El Ejército Imperial Japonés ordenó algunas unidades, junto a unos vehículos franceses y los probó. Así determinó que los vehículos británicos y franceses eran demasiado pequeños para ser prácticos, por lo que inició el desarrollo de una versión más grande, el Tokushu Keninsha (tractor especial, en japonés).
Su desarrollo fue encomendado en 1933 a la Industria del Gas y Electricidad de Tokio (más tarde conocida como Hino Motors), completándose un modelo experimental al año siguiente. Era un vehículo sobre orugas pequeño y ligero, armado con una ametralladora en una torreta. Empleaba un remolque para transportar carga. Se le dio el nombre de Tokushu Keninsha ("Tractor Especial"), abreviado como "TK", siendo reclasificada como Tipo 94 (Tipo 2594; tanqueta) y destinada para reconocimiento, pero también podía ser empleada para apoyar a la infantería y transportar suministros. Tras una serie de pruebas tanto en Japón como en Manchukuo, el diseño fue estandarizado como la Tanqueta Tipo 94. Entró en servicio en 1935, siendo más tarde sobrepasada por la Tipo 97.
Curiosamente, varias fuentes británicas y estadounidenses han confundido la Tipo 92 Jyu-Sokosha, de la que solo se construyeron 167 unidades, con la Tipo 94 Te-Ke, a pesar de que la Tipo 94 era el modelo más frecuentemente empleado en los varios frentes de la Guerra del Pacífico.

## Diseño
El diseño de la Tipo 94 estaba basado en el de la tanqueta británica Carden Loyd Mark VIb. La carrocería de la Tipo 94 estaba construida mediante remachado y soldadura, con el motor en la parte delantera y el chofer a la derecha. El motor era de gasolina y desarrollaba 35 cv (a 2.500 rpm). Al igual que varios vehículos blindados diseñados para operar en climas cálidos, el motor había sido aislado con asbesto para proteger a los tripulantes. El comandante iba de pie dentro de una pequeña torreta accionada manualmente, en la parte posterior de la carrocería. Una gran puerta en la parte posterior de la carrocería daba acceso al compartimiento de carga.
Su armamento era inicialmente una ametralladora Tipo 91 calibre 6,5 mm, aunque en modelos posteriores esta fue reemplazada por una ametralladora pesada Tipo 92 calibre 7,70 mm. La suspensión consistía de cuatro bogíes - dos por lado. Estos iban suspendidos por brazos conectados a gruesos resortes situados horizontalmente a cada lado de la carrocería. Cada bogíe tenía dos pequeñas ruedas de rodaje de caucho, mientras que la rueda dentada impulsora estaba adelante y la rueda tensora atrás. También tenía dos rodillos de retorno. Se observó que la Tipo 94 solía perder sus orugas al virar a gran velocidad durante los combates. Se rediseñó la suspensión, reemplazando la pequeña rueda tensora por una de mayor diámetro que se apoyaba sobre el suelo; esto no resolvió completamente el problema. Una mejor suspensión y un chasis más largo aparecieron en los modelos posteriores de la Tipo 94.
Su diseño también fue la base para el Vehículo de desinfección Tipo 94 y el Vehículo esparcidor de gas Tipo 94, al igual que el del "Plantador de postes Tipo 97" y el "Posacables Tipo 97".

## Historial de combate

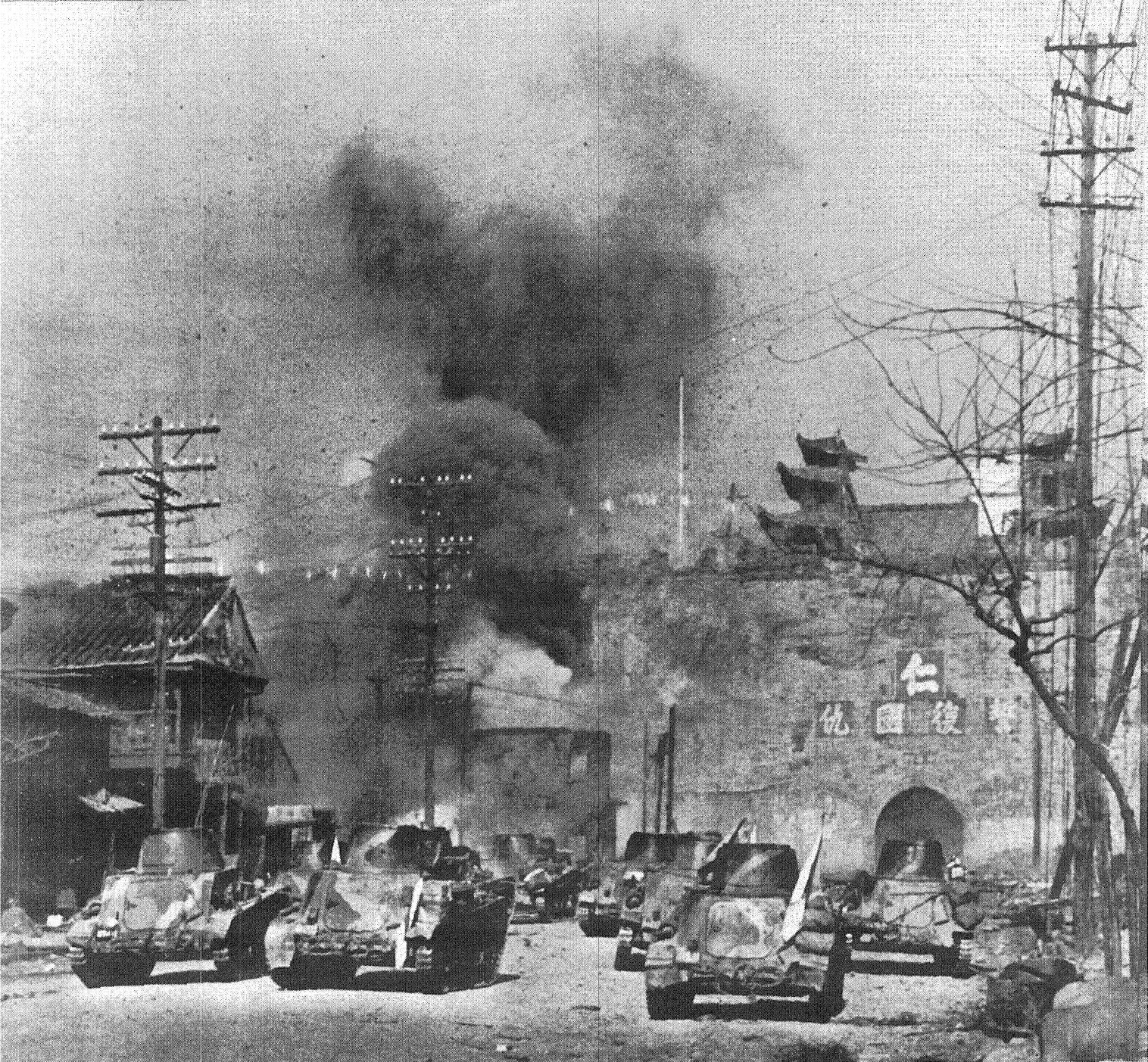
El momento de la detonación de la Puerta de China, 12 de diciembre de 1937.

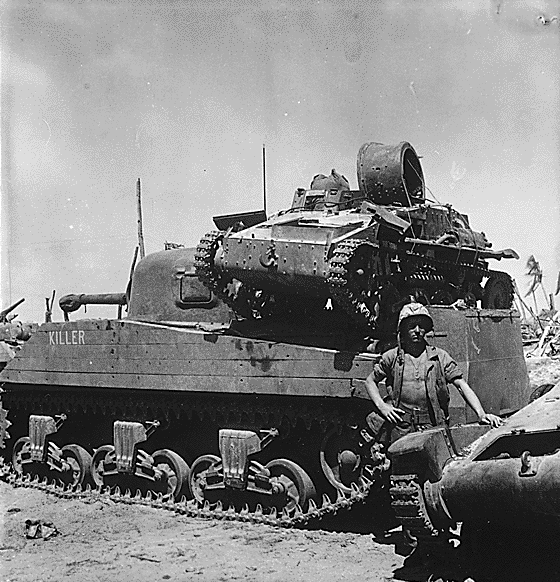
Una tanqueta Tipo 94 capturada en Kwajalein, sobre el capó de un M4 Sherman de los Marines.

La Tipo 94 fue principalmente empleada por "Compañías Independientes de Tanquetas". Hacia 1936, cada división de infantería del Ejército Imperial Japonés tenía su propia Compañía de Tanquetas, con seis Tipo 94 para emplearlas en reconocimiento.
La Tanqueta Tipo 94 era un vehículo barato de construir, aproximadamente la mitad del precio de un tanque ligero Tipo 95 Ha-Go, por lo que fue el vehículo blindado japonés con más unidades en servicio (823). La producción fue de 300 unidades en 1935, 246 unidades en 1936 y 200 unidades en 1938. Debido a lo útil que resultó ser durante los combates en China, el Ejército Imperial Japonés decidió mantener en servicio a la Tipo 94, a pesar de que el diseño y la idea de la tanqueta ya eran considerados obsoletos en los ejércitos occidentales.
Una vez con el inicio de la Segunda Guerra Mundial, un cierto número de tanquetas Tipo 94 fueron suministradas a cada división de infantería del Ejército Imperial Japonés en el Pacífico, junto a un remolque sobre orugas. Fueron empleadas en Birmania, las Indias Orientales Neerlandesas, las Filipinas y varias islas del Mandato del Pacífico Sur. Algunas fueron asignadas a las Fuerzas Navales Especiales Japonesas. Un destacamento de 8 tanquetas Tipo 94 formaba el 56.º Grupo de Tanquetas Anai (también llamado Unidad Anai, en honor a su capitán), que era parte del "Destacamento Sakaguchi" y tuvo un importante papel en la conquista japonesa de Java, enfrentándose el 2 de marzo a una gran unidad enemiga y repeliéndola, así como capturando un puente esa misma noche y una posición con 600 soldados enemigos en la otra orilla al amanecer, además de participar en operaciones ofensivas que condujeron a la rendición de las fuerzas holandesas en los siguientes días cerca de Surakarta. El Destacamento Sakaguchi, junto al Destacamento Shoji, recibirían una carta de agradecimiento de parte de su unidad matriz (el 16º Ejército) por sus acciones durante la campaña.

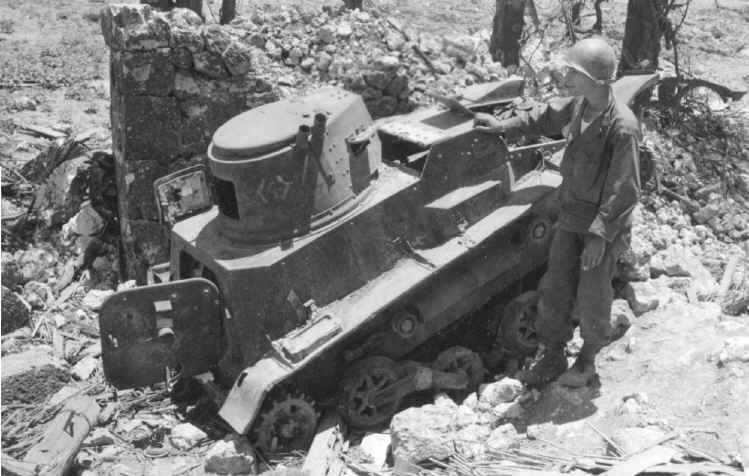
Una Tipo 94 capturada en la Batalla de Okinawa.

En 1941, el ejército del Gobierno nacionalista de Nankín recibió 18 tanquetas Tipo 94. En 1943, el Ejército Imperial de Manchukuo recibió 10 tanquetas Tipo 94 para formar una compañía blindada. Todavía estaban en servicio en fecha tan tardía como 1945. Entre los mayores despliegues figuran:
- Hebei, China - (1.er Batallón de Tanques y 2º Batallón de Tanques)
- Provincia de Chahar, China - (1ª Brigada Independiente Mixta)
- Shanghái, China - (5º Batallón de Tanques)
- Taierchwang, China - (Compañía Especial de Tanques de la Unidad de Tanques de China)
- Hsuchou, China - (1.er Batallón de Tanques y 5º Batallón de Tanques)
- Nomonhan, Manchukuo - (3.er Regimiento de Tanques y 4º Regimiento de Tanques)
- Hsinking, Manchukuo - (Unidad Blindada del Ejército Imperial de Manchukuo)
- Timor - (Compañía de Tanquetas de la 38.ª División del Ejército Imperial Japonés)[19]
- Java - (Unidad de Tanquetas Anai, 2º, 3.er y 48.º Regimiento de Reconocimiento, Destacamento Sakaguchi, Unidad de Tanquetas del 56.º Grupo de Infantería)[20][21]
- Atolón Kwajalein - (2.º Batallón de la 1.ª Brigada Marítima del Ejército Imperial Japonés)